# Anopsobius giribeti
Anopsobius giribeti är en mångfotingart som först beskrevs av Edgecombe 2004.  Anopsobius giribeti ingår i släktet Anopsobius och familjen fåögonkrypare. Inga underarter finns listade i Catalogue of Life.